# Dansk Boldspil-Union
Dansk Boldspil-Union, DBU är Danmarks fotbollsförbund. Det bildades den 18 maj 1889, och upptogs i Danmarks Idræts-Forbund 1896. DBU är medlem av Fifa sedan 1904 och Uefa sedan 1954.

## Årliga utmärkelser
Dansk Boldspil-Unions utmärkelser för bästa landslags-spelare varje år, med ett pris till bästa seniorspelare, samt ett pris för bästa spelare i tre av Boldspil Unions sex nationella ungdomslandslag

### Årets fotbollsspelare
Brian Laudrup har vunnit priset flest gånger med sina fyra vinster (1989, 1992, 1995 och 1997).